# 菲利普·庫亞爾
菲利普·庫亞爾（Philippe Couillard，法語發音：[filip kujaʁ]；1957年6月26日—），加拿大政治人物，2014年-18年間任職第31任魁北克省省长，2013年-18年間擔任魁北克自由黨黨魁，期間先後任職魁北克省議會烏特蒙選區和羅伯瓦爾選區省議員，2003年-08年間則先後出任皇家山選區和讓塔隆選區省議員。他於2014年魁北克省議會選舉中帶領自由黨以多數政府姿態上台執政，在此之前曾任該省的官方反對黨黨魁。2018年魁北克省选后，自由党失去多数席位并下台，庫亞爾于2018年10月4日辞去党魁和议员职位。

## 生平
庫亞爾於蒙特婁出生，1979年從蒙特婁大學醫學系畢業，1989年成為該市聖呂克醫院（Hôpital Saint-Luc）的首席神經外科醫生。他於1992年到沙特阿拉伯宰赫兰行醫，1996年返回魁北克，在舍布魯克大學任教並擔任該校附屬醫院的外科部門主管。
2003年省選，他代表自由黨出戰皇家山選區並首度當選省議員，其後被自由黨政府任命為魁北克衛生及社會服務廳長。2007年省選前，他宣佈改往魁北克城地區的讓塔隆選區（Jean-Talon）參選，接替不尋求連任的德利爾（Margaret Delisle）；他在該選區順利當選，並留任衛生及社會服務廳長。2008年6月25日，他宣佈辭任省議員及内閣廳長職務。
2012年10月3日，他宣佈參與角逐魁北克自由黨黨魁職位，接替離任的莊社理。在2013年3月17日舉行的黨魁選舉中，他擊敗另外兩位候選人，當選自由黨黨魁。他再於同年12月9日舉行的烏特蒙選區省議員補選中勝出，重返省議會。
在2014年4月7日舉行的省选中，他带领魁北克自由党以70个席位击败只取得30个席位的魁人党，以多数政府姿態重新成为执政党。他本人則改往羅伯瓦爾選區參選，並擊敗在該選區尋求連任的魁人黨候選人，順利重返省議會。他於同月17日宣誓就任省議員，再於同月23日宣誓就任省長和公佈新任内閣廳長名單。
自由黨在2018年10月1日舉行的省選中失利，執政權敗予魁北克未來聯盟。庫亞爾雖在羅伯瓦爾選區連任省議員，但於同月4日宣布辭去黨魁和議員職務。

## 外部連結
- 维基共享资源上的相關多媒體資源：菲利普·庫亞爾